# Манастир Драговић
Манастир Драговић је манастир Епархије далматинске Српске православне цркве који се налази у селу Кољане у Далмацији, Република Хрватска. То је један од три историјска српска манастира у Далмацији, поред манастира Крка и Крупа.

## Положај
Од места Врлике према Кољанима, низводно уз реку Цетину и некад питому плодну Цетинску крајину, стизало се до старог манастира Драговића. Данас се много тога изменило; цетинска поља преплављена су водом вештачког језера Перућа, а манастир је премештен на брдо изнад леве обале тока Цетине. Пре него што се стигне до манастира, још из даљине, виде се остаци утврђења "Градине", који се налазе на једном узвишењу у близини данашњег манастира Драговића. Супротно од ове утврде, а североисточно од манастира, налази се брдо Коса.

## Назив манастира
На основу љетописа "Повијест о Светорождественском манастиру Драговићу у Православној епархији далматинској" који је написао архимандрит Герасим Петрановић 1859. године, а који се чува у манастирској ризници, манастир Драговић је понио име по Драгу који је са браћом Добром и Вуком прешао из Босне у Цетинску крајину. По његовом брату Вуку је прозван један мост (Вуковићев мост) подигнут на реци Цетини, који се сада налази под водом језера Перућа. Једно село у близини манастира се и данас зове Дабар.
Још једно предање говори о постанку имена манастира Драговића. Како у непосредној близини старог манастира извире рјечица Драговић, по народном предању манастир је добио име по имену те рјечице.

## Прошлост
Подигнут је 1395. године, шест година послије Косовске битке. После боја на Косову наступио је тешко раздобље за српски народ. Особито послије смрти краља Твртка Срби из Босне масовније прелазе у Далмацију, гдје су поменуте године подигли овај манастир. Налази се недалеко од мјеста Врлика, поред Перућког језера, на 20 километара од Книна. Током свог постојања три пута је мијењао мјесто, а служио је и доживљавао судбину српског народа у Далмацији.
Опустошен је 1480. у једном од турских похода на ове просторе. Поново је опустошен 1537. године током похода турске војске на утврђени град Клис. Након тога био је пуст око двадесет година, све до 1590. када је обновљен. Ипак, иноци су убрзо напустили манастир због глади. Иза тога био је пуст седамдесет година, до 1694. када га обнавља владика Никодим Бусовић. Четири године касније манастир је поново напуштен, због турских напада. Послије Карловачког мира 1699. године Цетинска крајина је потпала под млетачку власт па су се драговићки иноци вратили у свој манастир.
Године 1585. пет драговићких инока се повлачи на подручје Будимског владичанаства гдје оснивају манастир Грабовац.
Због нестабилног тла, на којем је био саграђен манастир, и велике влаге, по дозволи млетачке владе 1777. године је почело премјештање манастира, на молбу Викентија Стојсављевића. Нови манастир је основан на мјесту званом Виногради. Њега је касније довршио настојатељ Јеротеј Ковачевић. Манастир и нова црква освећени су 20. августа 1867. године. Никодим Милаш се заиночио у Драговићу 1873. године.
Педесетих година 20. вијека због изградње хидроелектране на Цетини и Перућког језера манастир је поново измјештен, а више хиљада српског православног народа из плодне цетинске долине расељено је, махом у Србију. Нове просторије манастира Драговић освештане су 1959. на Малу Госпојину.
Године 1995. је поново опустошен и до обнове почетком 21. века манастирске просторије су коришћене као штала.
Драговић је до 1995. године чувао у својој књижници са преко хиљаду наслову и ризницу велике драгоцјености. Ту се могао видјети октоих из 14. вијека, минеј за мјесец мај из 1531. године, писан у Студеници, књига је књигопечаћена у Острогу 1594, законоправило је књигопечаћено у Москви 1653. итд. Ту су и кратки записи Доситеја Обрадовића, који је на својим путовањима свраћао и у манастир Драговић. Исто је чинио касније српски пјесник Лаза Костић, као и Иво Ћипико и Симо Матавуљ. У ризници чувао се антиминс патријарха Арсенија Чарнојевића из 1692. (први барокни антимис у Срба) и два јерусалимског патријарха Доситеја од 1701. године. Ту се чувао, међу осталим, и ручни крст настојатеља Василија из Косјерева од 1739. године, сребрни филигрански кивот и друге драгоцености. У малом кивоту драговићке цркве чувају се дио моштију српског архиепископа Светог Георгија и дјелови ризе Светог Спиридона, донесен са Крфа.
Вук Караџић је одржавао преписку са настојатељом Јеротејем Ковачевићем и послао прилог манастиру у износу од 50 форинти.

### Прилог
У једном од љетописа Српске православне цркве стоји следеће:
| „ | По косовстѣіі битцѣ тяжка времена наступиша за Сербию, и не менше тяжка за сербскіӥ православиыӥ народ въ Босніи, особенно послѣ смерти благочестиваго и хрістолюбиваго краля Стефана Твертдка. При жизни Твердка бояхуея бо Турки отъ него, и не нападаху много на Боснію; но послѣ блаженноӥ его кончины, а во время владѣнія слабаго Стефана Дабиши, смѣлость ихъ не познаваше границъ, особенно же, когда и хрістіански владѣтел въ сіе время бяху въ непрестаниыхъ бореніяхъ между собою; а унгарскіӥ краль Владиславъ даже содржество имѣяше съ Турскимъ султаномъ. Много долженствоваху териѣти наши въ Босні особенно же въ 1395. Году, и ради тогом многи принуждены бяху бѣжати изпредъ Турковъ и искати убѣжища въ нашеӥ Далмаціи. Тогда много сербскаго съ своими священниками пребѣже изъ гористыхъ предѣлъ Босніи гдѣ занимахуся скотоводствомъ, и поселися въ странахъ отъ источниковъ Цетины и до моря близу Сплѣта и Трогиря. Въ сіе время основанъ бысть на ручьи Драгович монастырь въ честь пресвятыя Дѣвы Маріи, рождестваея. Бѣ бо сеӥ монастырь на утѣшеніе всліе народа, совокупляющагося со всѣхъ странъ около него и питающагося въ немъ млекомъ истиныя православныя вѣры и хрістіанскаго ученіа. | ” |

## Стари манастир Драговић
Стара црква манастира Драговића била је скромна грађевина окружена са свих страна манастирским зградама. Звоник с изгледом на преслицу и малим звоном на коме је била утиснута година 1720, уздизао се изнад западног портала. Црква је имала двоја врата и четири прозора. Изнад западних врата постојала је плоча са записом да је манастир обновљен у времену игумана Викентија 1749. године, а на часној трпези је уклесана година 1779. Та камена плоча и данас чини основу Светог престола манастирске цркве.
Изнад прозора на олтарској апсиди постојала је такође мермерна плоча са натписом да је олтар обновљен у времену игумана Леонтија 1771. године. Изнад хора, под самим звоником, била је капела посвећена Светој Параскеви - Петки. У стару манастирску цркву, као и остала манастирска здања, било је узидано још камених плоча: једна са старог жртвеника на шумском богу Силвану, други камени блок био је камена представа два лава. Оба ова римска споменика данас се чувају у манастирској ризници.
Крајем 15. вијека, 1480. године, манастир Драговић је опљачкан од Турака, а калуђери растјерани. Послије нешто више од 20 година, манастир је обновљен, да би 1537. године поново страдао при походу турске војске да освоји утврђени град Клис. Године 1585, пет драговићких калуђера: Пајсије, Евстатије, Стефан, Герасим и Дионисије прешли су на подручје Будимске епархије и тамо основали манастир Грабовац.

## Пресељење манастира
Данашња црква манастира Драговић подигнута је 1958. године. По архитектонским одликама данашња манастирска црква сродна је са осталим црквама тог подручја. То је једнобродна грађевина зидана од тесног камена са старе цркве. Уз западни портал узидан је четвороугаони звоник са романским одликама. Уз северну страну цркве пренесена је капела Свете Петке која се налази на старом црквишту првобитног манастира Драговића. Са јужне стране је подигнута манастирска кућа, такође грађена од тесаног камена.
Манастир Драговић је са својим братством имао велики удео у целокупном животу православних Срба Далмације. Угледни игумани и настојатељи ове светиње били су као чланови многих црквених и политичких тела главна спона братског живљења српског и хрватског народа на овом подручју. Многи драговићки монаси су учествовали у многим побунама и ратовима за правду и право опстанка. После тешких пљачки и разарања манастир Драговић је изгледао, како сведоче сачувани записи, као:"обрано грожђе". 

Драговићу, славни манастире,
Твоје име никад не умире;
Драговићу и Цетино ријеко,
Љепоте вам нема надалеко.

Милица из оближњег села Боговац
Данашње манастирско братство чине три монаха. Приликом последњег пресељења манастира и стварањем вештачког језера за хидроцентралу Перуће, манастирско имање је потопљено, тако да је манастир остао без земље. Пресељење манастира је извршено у време када је манастиром управљао епископ горњокарловачки Симеон. Велики труд приликом пресељења је уложио и сплитски парох протојереј-ставрофор Марко Плавша, родом из Дабра. Нови манастир Драговић освећен је на Малу Госпојину 1959. године.
Бројно српско становништво које је некада било насељено уз ријеку Цетину, стварањем језера расељено је у многе крајеве. Манастир Драговић данас искључиво живи од прилога својих вјерника, а радо га се сјећају и прилозима помажу бивши парохијани од којих је највећи број расељен по местима Срема. Данашња манастирска парохија је мала.

## Иконостас
Данашњи распоред престоних икона је скоро исти као и на претходном иконостасу цркве манастира Драговића, и то: архангел Михаило, Богородица са Христом - царске двери - Христ као архијереј и свети Јован Крститељ. На старом иконостасу, манастирског храма, изнад престоних икона, налазиле су се још три иконе: Христова молитва у Гестиманском врту, Тајна вечера и Рођење Богородице. Ове три иконе временски припадају крају 17. вијека, за разлику од престоних икона које су највјеројатније настале половином 18. вијека.
Поред временске разлике уочљива је и разлика у иконописачкој квалитети. Иконе: Тајна вечера, Молитва у Гестминистији и Рођење Богородице су зрели Зографски радови у којима још увијек одише дух српског средњовјековне иконописачке традиције. На садашњем иконостасу икона Тајна вечера је смјештена изнад црквених двери, а иконе са представом Молитве у Гестминистији и Рођење Богородице налазе се у олтару. Иконе су сребром оковане, а на некима је рекорд. На икони архангела Михајла, у десном доњем куту, урезан у текст: "Вуко Сударевић начерта 1767" и "Ман. Драговић 1783."
На икони Богородица са Христом, поред литургијског текста искуцано је: " Венеција 1775 ". Ова икона као и икона са представом Христа (престоне иконе) оковане су у Венецији за вријеме Герасима Адамовића, игумана манастира Драговић. На царским дверима у медаљонима представљени су Благовести, затим старозавјетни краљеви - пророци Соломон и Давид и у доњем дијелу пророци Данило и Изаија. На дјаконском дверима представљени су архангели Михајло и Гаврило.
Иконостас завршава уобичајеном сценом Распећа Христовог испод кога су Богородица и апостол Јован. Велика икона са представом Богородице и Христа (61x97cm) са сребреном круном налази изнад десне пјевнице. Ова икона као и икона истих димензија са представом архангела Михаила, која се налази изнад лијеве пјевнице, спадају међу најстарија иконописачка остварења у манастиру Драговићу. По начину израде и умјетничким одликама те иконе припадају сликарском стваралаштву друге половине 17. вијека. Поред ових икона у наосу цркве налази још неколико икона које су рађене на платну у другој половици 19. вијека. У олтару се налази један број икона, углавном из 18. вијека. Посебно се издваја икона Богородице с Христом (23x29cm) на којој је запис "Партеније Ђурић". Три иконе истих димензија (30x45cm): апостол Андреј и еванђелисти Лука и Јован, припадају истом аутору. Међу вреднија иконографичка остварења спада и икона на којој су заједно представљени свети Георгије свети Димитрије (32x39,5 cm). Међу Зографска остварења може се сврстати и икона на којој су приказани цар Константин и царица Јелена (25,5x32cm).

## Антиминиси
Манастирска збирка посједује збирку амтиминиса, изузетно вриједну како по умјетничкој обради, тако и по времену настанка. Посебно се издваја антиминс патријарха Арсенија III Чарнојевића из 1692. године, који је уједно и први антиминс код Срба отиснут с бакрорезне плоче. Поред антиминса патријарха Арсенија у манастирској ризници налазе се још и антиминиси јерусалимског патријарха Доситеја из 1701, митрополита Павла Ненадовића и два антиминиса владике Венедикта Краљевића.
Посебну ријеткост представља антиминс, умјетничко дјело, Христифора Жефаровића око 1752. године. Бакрорезна плица с које је отиснут "жртвеник" до данас није пронађена. Средишње мјесто на овом антиминису заузима представа Полагање Христово у гроб, а у позадини је свети град Јерусалим. Изнад ове представе, у облацима, су анђели с представом свете Тројице.
Текст је исписан на славеносрпским и грчком језику, као и сигнатура самог аутора: "От Крист. Зеф. Илл. Рас обшч. Због ". Овај антиминс посветио је 1767. године митрополит црногорски Сава. Као изнимно риједак сактално-текстилни експонат излаган је једно вријеме у Меморијалном музеју Христофора Жефаровић у манастиру Бођани.

## Мошти
У малом кивоту чува се дио моштију светог Георгија, "српски просвјетитеља и архиепископа од свете и богомизабране лозе Немањића". По народном предању, српски калуђери су, након пожара на Светој Гори, понијели са собом мошти овог српског светитеља, као и књигу с његовим житијем и записом из 1405. године. Поред моштију чува се и запис исписан на папиру да су мошти нађене у манастиру Куманица на Лиму. Изнад текста је и печат манастира Куманице. Пошто је манастир Куманица разорен, мошти су дате на чување Антонију Симовићу из Бијелог Поља. Дио тих моштију данас се налази у цркви манастира Драговића. У кивоту се налази фрагмент ризе светог Спиридона донесен са отока Крфа, гдје почивају мошти овог свеца.

## Гробље
Код улаза у стару цркву манастира Драговића, постојао је гроб архимандрита Стефана Дубајића. На каменој плочи било је уклесано име и 13. мај 1816. године, дан смрти игумана Стефана. Препис овог записа се чува у библиотеци манастира Драговића.
Североисточно од данашње манастирске цркве се налази заједничка гробница драговићких калуђера чији су посмртни остаци премештени са старог манастирског гробља, које је заједно са црквом потопљено језером Перућа. Посебно спомен обележје подигнуто је јеромонаху Лукијану Милковићу. Ту су и два новија гроба, протосинђела Рувима Штрбца и јеромонаха Касијана Арнаутовића.

## Монаштво
Данас у манастиру Драговић живе два монаха, обојица јеромонаси: игуман Варсонуфије и јрм Јован.

## Старјешине манастира Драговић
- Никодим Бусовић, владика, 1694.
- Теофил, настојатељ, 1707.
- Саватије Љубибратић, владика, 1719.
- Теофил Југовић, настојатељ, 1737.
- Арсеније Николић, настојатељ, 1738—1741
- Викентије, настојатељ, 1741—1764
- Леонтије Милаковић, настојатељ, 1764—1772
- Мелетије Мудрић, настојатељ, 1772—1773
- Гаврил Црнчевић, настојатељ, 1773—1774
- Мојсије Милојевић, настојатељ, 1774—1775
- Георгије Адамовић, настојатељ, 1775—1780
- Викентије Стојисављевић, настојатељ, 1780—1798
- Атанасије Ђурић, настојатељ, 1798—1804
- Спиридон Сврдлин, настојатељ, 1804—1807
- Стефан Дубајић, првопастир, 1807—1810
- Јоаникије Радиновић, настојатељ, 1810—1811
- Симеон Ивић, настојатељ, 1811—1813
- Спиридон Сврдлин, настојатељ, 1813—1817
- Парентије Торбица, настојатељ, 1817—1822
- Јоаникије Радинковић, настојатељ, 1822—1829
- Никодим Новаковић, настојатељ, 1829—1831
- Никифор Ковачевић, настојатељ, 1831—1835
- Симеон Илић, мјестобљузнитељ, 1835—1836
- Јосиф Милковић, мјестобљузнитељ, 1836—1841
- Никанор Синобад, мјестобљузнитељ, 1841—1843
- Антоније Мијовић, мјестобљузнитељ, 1843—1844
- Јосиф Милковић, мјестобљузнитељ, 1844—1845
- Јеротеј Ковачевић, мјестобљузнитељ, 1845—1850
- Јаков Радуловић, мјестобљузнитељ, 1850—1854
- Иларион Торбица, настојатељ а касније првопастир, 1854—1892
- Силвестер Боговац, првопастир, 1892—1914
- Парентије Миоковац, управитељ, 1914—1924
- Севастијан Јовић, управитеље, 1924—1933
- Наум Милковић, настојатељ, 1933—1945
- Рувим Штрбац, свештеноинок, 1945—1968
- Данило Јокић, управитељ, 1976-